# آغبلاغ علیا (ورزقان)
آغبلاغ علیا یکی از روستاهای استان آذربایجان شرقی است. که در دهستان سینا بخش مرکزی شهرستان ورزقان واقع شده‌است.

## جمعیت
این روستا در دهستان سینا قرار دارد و براساس سرشماری مرکز آمار ایران در سال ۱۳۸۵، جمعیت آن ۱۲۵ نفر (۲۸خانوار) بوده‌است.